# Station Okubo (Kyoto)
Station Ōkubo (大久保駅, Ōkubo-eki) is een spoorwegstation in de Japanse stad  Uji. Het wordt aangedaan door de Kyoto-lijn. Het station heeft vier sporen, gelegen aan een twee eilandperrons.

## Treindienst

### Kintetsu
| 1,2 | ■ Kyoto-lijn | richting Shin-Tanabe en Yamato-Saidaiji |
| 3,4 | ■ Kyoto-lijn | richting Takeda en Kyoto                |

## Geschiedenis
Het station werd in 1928 geopend. In 1987 werd het station vernieuwd.

## Overig openbaar vervoer
Bussen van Kintetsu.
Kyoto · Tōji · Jūjō · Kamitobaguchi · Takeda · Fushimi · Kintetsu Tambabashi · Momoyama-Goryō-mae · Mukaijima · Ogura · Iseda · Ōkubo · Kutsukawa · Terada · Tonoshō · Shin-Tanabe · Kōdo · Miyamaki · Kintetsu Miyazu · Komada · Shin-Hōsono · Kizugawadai · Yamadagawa · Takanohara · Heijō · Yamato-Saidaiji (>> Nara-lijn · Kashihara-lijn)